# Triolena izabalensis
Triolena izabalensis är en tvåhjärtbladig växtart som beskrevs av Paul Carpenter Standley och Julian Alfred Steyermark. Triolena izabalensis ingår i släktet Triolena och familjen Melastomataceae.
Artens utbredningsområde är Guatemala. Inga underarter finns listade i Catalogue of Life.